# Epilohmannia pilosa
Epilohmannia pilosa är en kvalsterart som beskrevs av Li och Chen 1990. Epilohmannia pilosa ingår i släktet Epilohmannia och familjen Epilohmanniidae. Inga underarter finns listade i Catalogue of Life.